# موازین
موازین (به معنی ضرب‌آهنگها) یک جشنوارهٔ موسیقی است که همه‌ساله با حضور بسیاری از موسیقی‌دانان بین‌المللی و محلی در رباط مراکش برگزار می‌شود. شرکت حدود ۲٫۵ میلیون نفر در این جشنواره در سال ۲۰۱۳ موجب شد موازین پس از جشنوارهٔ دونااینزل در وین، بزرگ‌ترین جشنوارهٔ موسیقی جهان باشد.
تاکنون موسیقی‌دانان و گروههایی چون ویتنی هیوستون، ماریا کری، راد استوارت، شارل آزناوور، استیوی واندر، آلیشا کیز، شکیرا، جاستین تیمبرلیک، جنیفر لوپز، انریکه ایگلسیاس، کریستینا آگیلرا، ریانا، ریکی مارتین، فارل ویلیامز، ایگی آزیلیا، ویز خلیفا، پیت‌بول، کانیه وست، اسکورپیونز، فرنچ مونتانا، آشر، آویچی، ایکان، دیوید گتا، دی‌جی اسنیک، هاردول، پلاسیبو، د چینسموکرز، مارون ۵, جکسون فایو، شوگابیبز، شیک، اونسنس، کریس براون، لوییس فانسی، برونو مارس، نیک جوناس، استرومای، جیسون درولو، خوانس، لنی کراویتز، د ویکند، کایلی مینوگ، دمی لواتو، الی گولدینگ، استینگ، خولیو ایگلسیاس، انیو موریکونه، لد زپلین، رابرت پلنت، کت استیونز، بی.بی. کینگ، کارلوس سانتانا، لنی کراویتز، التون جان ٫ دیپ پرپل و ایتیز در این جشنواره به اجرای موسیقی پرداخته‌اند.